# George Webster (Schwimmer)
George Henry Webster (* 31. Juli 1885 in Halifax; † 18. Januar 1941 ebenda) war ein britischer Schwimmer.

## Karriere
Webster nahm 1912 erstmals an Olympischen Spielen teil. In Stockholm erreichte er im Wettbewerb über 100 Meter Rücken das Halbfinale. Acht Jahre später folgte eine weitere Olympiateilnahme. Bei den Spielen in Antwerpen scheiterte er über 100 Meter Rücken in der ersten Runde als Vierter seines Laufes.
Neben seinen olympischen Teilnahmen konnte er auf nationaler Ebene einige Titel gewinnen. Zwischen 1911 und 1913 brach er den europäischen Rekord über 400 Meter Rücken drei Mal. Zusätzlich konnte er einige weitere nationale Rekorde aufstellen.